# (2319) Aristide
(2319) Aristide, désignation internationale (2319) Aristides, est un astéroïde de la ceinture principale.

## Description
(2319) Aristide est un astéroïde de la ceinture principale. Il fut découvert par Cornelis Johannes van Houten, Ingrid van Houten-Groeneveld et Tom Gehrels le 17 octobre 1960 à l'observatoire Palomar. Il présente une orbite caractérisée par un demi-grand axe de 2,9 UA, une excentricité de 0,091 et une inclinaison de 2,96° par rapport à l'écliptique.
Il fut nommé en hommage à l'homme d'État athénien Aristide le Juste, né vers -530 dans le dème d'Alopèce.

## Compléments